# تا ابد جوان (ترانه آلفاویل)
«تا ابد جوان» (به انگلیسی: Forever Young) ترانه‌ای از گروه موسیقی موج نوی آلفاویل و یکی از تک‌آهنگ‌های اولین آلبوم استودیویی آن‌ها با همین نام است.
این تک‌آهنگ در زمان اولین انتشارش در سوئد شمارهٔ ۱ جدول‌های فروش شد و در چارت‌های آلمان، نروژ، سوئیس و آفریقای جنوبی جزو ده ترانه اول قرار گرفت.